# Cocytius roseus
Cocytius roseus är en fjärilsart som beskrevs av Gehlen. 1928. Cocytius roseus ingår i släktet Cocytius och familjen svärmare. Inga underarter finns listade i Catalogue of Life.